# Hieronim Dudwał
Hieronim Franciszek Dudwał, ps. Himek (ur. 30 września 1913 w Częstochowie, zm. 7 czerwca 1940 we Francji) – podporucznik pilot Wojska Polskiego, kawaler Krzyża Srebrnego Orderu Wojennego Virtuti Militari.

## Życiorys
Zwyczajny egzamin dojrzałości (typu matematyczno-przyrodniczego) zdał w czerwcu 1929 roku. Świadectwo dojrzałości otrzymał 23 czerwca 1934 roku. Absolwent Szkoły Podchorążych Lotnictwa w Dęblinie (X promocja, 6 lokata). Otrzymał przydział do 113 eskadry myśliwskiej.
W kampanii wrześniowej walczył w ramach 113 eskadry. Zaliczono mu zniszczenie 4 samolotów Luftwaffe.
Po zakończeniu działań przez Rumunię przedostał się do Francji. Tutaj otrzymał przydział do klucza dowodzonego przez mjr. dypl. pilota Eugeniusza Wyrwickiego (Podwójny Klucz Frontowy Nr 7 „Wy”). Bojowe loty rozpoczęły się 3 czerwca 1940 roku w składzie Groupe de Chasse II/10 na lotnisku w rejonie miasta Amiens w północnej Francji. Dywizjon w którym latał Hieronim Dudwał wyposażony był w samoloty typu Bloch MB 152.
Atakowany przez 3 Bf-109 jego MB 152 nr 130/Y-617 został zestrzelony – samolot eksplodował w powietrzu, a pilot spadł na ziemię nie otwierając spadochronu. Pochowany we Francji na polskim cmentarzu wojskowym w Auberive – Le Bois du Puits.

## Zwycięstwa powietrzne
Na liście Bajana figuruje na 57. pozycji z 4 pewnymi zestrzeleniami.
- He-111 – 1 września 1939 (okolice Bug-Narew, He-111 na jednym silniku doleciał jednak do bazy[1][4])
- Bf 110 – 1 września 1939[1] (brak potwierdzeń)
- Ju-86 – 4 września 1939[1] (prawdopodobnie był to Bf 110B z 3.(Z)/LG 1 z załogą Uffz. Plankenhorn i Gefr. Kottmann, zestrzelenie którego zgłosił również pchor. Kalpas)[4]
- Ju-87 – 5 września 1939 (Komisja Bajana przyznała zestrzelenie Ju-87 nad Puszczą Kampinoską, ale w tym czasie jedynie uszkodzono Ju-87 koło wioski Laski na północ od Pułtuska)[4]
- Bf-110 – 6 września 1939 (Bf 110 z I.(Z)/LG 1)[5]
- Hs-126 – 16 września 1939 (rozbity w Lesie Janowskim, należał do 1.(H)/11)[4]

## Awanse
- podporucznik – październik 1937
- porucznik – 1941 pośmiertnie

## Ordery i odznaczenia
- Krzyż Srebrny Orderu Virtuti Militari nr 12052 (rozkaz Nr 5/41 Naczelnego Wodza PSZ).